# Edward Carr
Edward Hallett Carr (London, 1892. június 28. – Cambridge, 1982. november 5.) angol történész, diplomata, újságíró. A nemzetközi kapcsolatok elméletének egyik jelentős teoretikusa, a politikai realizmus iskolájának követője.

## Élete
Iskoláit a londoni Merchant Taylors’ Schoolban, majd a Cambridge-i Trinity College-ban végezte, ahol elsősorban ókortudományokkal foglalkozott. 1916-ban a Külügyminisztérium állományába lépett, és 1936-ig a hazájában és külföldön különböző külügyi feladatokat látott el. 1933-tól 1936-ig a Külügyminisztérium első titkára. 1936-tól 1947-ig az University College of Wales nemzetközi politikai tanszék professzora volt. 1941 és 1946 között a Times szerkesztőjeként dolgozott.
1953–1955 között az oxfordi Balliol College-ban a politikaelmélet oktatója volt, 1955-től pedig a Cambridge-i Trinity College tanára lett. 1966-ban az oxfordi Balliol College önkormányzati szervezetének tiszteletbeli tagjának választották. 1920-ban megkapta a Commander of the Order of the British Empire kitüntetést. Történészként nevét mindenekelőtt a monumentális Szovjet-Oroszország története című műve tette ismertté, melyet Guardian „századunk egyik legfontosabb angol történeti művének”, míg a Times „kiemelkedő történetírói teljesítménynek” nevezett. Tizennégy kötetes művén 1945-től kezdve közel harminc évig dolgozott.
Carr 1982. november 5-én Cambridge-ben halt meg. Nekrológjában a Times ezt írta: „Írásainak logikája ugyanolyan metsző és éles volt, mint modora. A boncnok hűvös szaktudásával tárta fel a múlt anatómiáját… egyértelmű, hogy a történészek és a társadalomtudósok utána következő generációira komoly hatást gyakorolt.”

## Jelentősebb művei
- The Romantic Exiles: a Nineteenth Century Portrait Gallery (1933)
- F. M. Michael Bakunin (1937)
- 1926-1929: Foundations of a Planned Economy (1926-1929, magyarul 1969-ben jelent meg)
- 1919-1939: A húszéves válság (magyarra fordítva: 1966, eredeti címe: International Relations between the Two World Wars)
- 1942: Békefeltételek
- 1946: Szovjet hatás a nyugati világra
- 1950-1978: Szovjet-Oroszország története (1-10) (eredeti címe: A history of Soviet Russia)
- 1951: Az új társadalom
- What is History? (1961, magyarulː Mi a történelem?)
- 1968: 1917: Before and After
- 1980: Napóleontól Sztálinig

## Magyarul
- Mi a történelem?; ford. Bérczes Tibor; Századvég, Bp., 1993 (Századvég könyvtár. Történelem)